# Сайнябули
Сайнябули́ (лаос. ໄຊຍະບູລີ) — город в Лаосе, административный центр провинции Сайнябули. Расположен на реке Хунг, правом притоке Меконга.